# Mario del Drago
Mario del Drago (* 22. März 1899 in Rom; † 20. Dezember 1981 ebenda) war ein italienischer Fürst.

## Werdegang
Generalleutnant del Drago war von 1957 bis zu ihrer Auflösung 1970 Kommandant der Päpstlichen Nobelgarde.

## Ehrungen
- 1958: Großes Verdienstkreuz mit Stern und Schulterband der Bundesrepublik Deutschland[2]
- 1963: Großkreuz des Verdienstordens der Italienischen Republik[3]